# NGC 3077
NGC 3077 (другие обозначения — UGC 5398, MCG 12-10-17, ZWG 333.13, IRAS09592+6858, PGC 29146) — пекулярная галактика в созвездии Большая Медведица. Является небольшой разрушенной эллиптической галактикой. Относится к типу пекулярных галактик, поскольку характеризуется размытыми краями и наличием пылевых облаков, что, вероятно, является результатом гравитационного взаимодействия с более крупным соседом, а также имеет активное ядро.
Этот объект входит в число перечисленных в оригинальной редакции «Нового общего каталога».
Галактика NGC 3077 входит в состав группы галактик M81. Помимо NGC 3077 в группу также входят ещё 40 галактик.